# Gongistes asbolus
Gongistes asbolus är en insektsart som beskrevs av Ronald Gordon Fennah 1969. Gongistes asbolus ingår i släktet Gongistes och familjen vedstritar. Inga underarter finns listade i Catalogue of Life.